# Truhensee
Der Truhensee ist ein natürlicher See bei Starnberg im oberbayerischen Landkreis Starnberg. 
Er liegt wie die benachbarten Seen Goldsee und Galgensee im Naturschutzgebiet Leutstettener Moos, einem Niedermoor aus einem verlandeten Teil des Starnberger Sees.

## Galerie

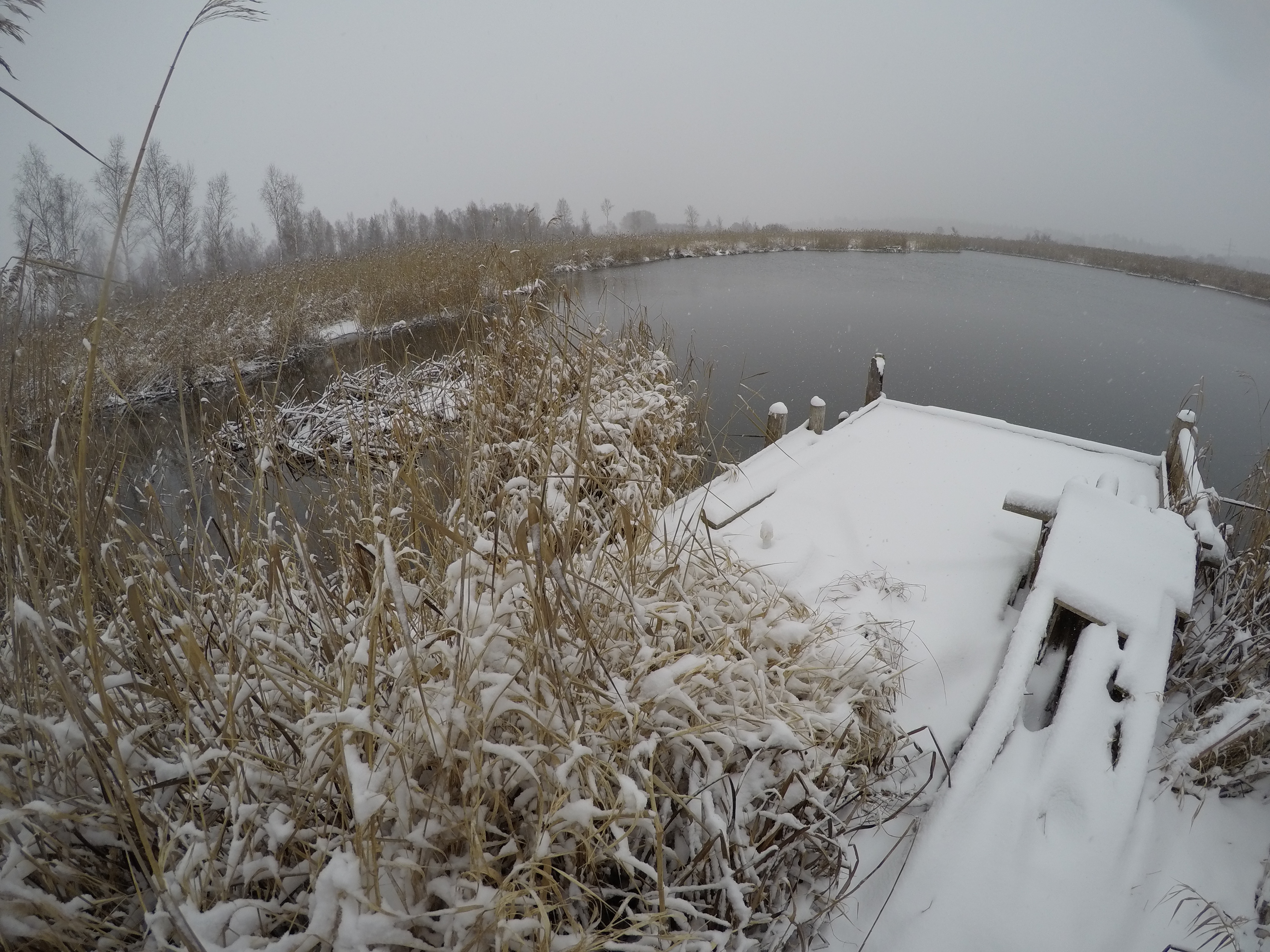
Winteraspekt